# Concepción de Santa Ana
María de la Concepción de Santa Ana Fernández (18 de gener de 1973) és una política espanyola membre del Partit Popular. És diputada per Granada des del 9 de març de 2008, membre del Congrés dels Diputats per a les IX, X, XI i XII legislatures.

## Biografia

### Professió
És enginyera de camins, canals i ports per la Universitat de Granada i va exercir en el sector privat entre 2001 i 2008.

### Carrera política
És sotssecretària del partit a Granada.
El 9 de març de 2008, va ser triada diputada per Granada al Congrés dels Diputats i reelegida en 2011, 2015 i 2016.